# Ten'kinskij rajon
Il Ten'kinskij rajon (in russo Тенькинский район?) è un rajon dell'Oblast' di Magadan, nell'Estremo Oriente Russo; il capoluogo è Ust'-Omčug.

## Centri abitati
- Ust'-Omčug
- Imeni Gastello
- Imeni Matrosova
- Madaun
- Omčak